# 고루살이문학상
고루살이문학상은 1990년대 이후 문학에서 사회문제를 정면으로 다루는 서사 전통이  사라져가고 있는 현실에서 우리 사회의 편중과 자유에 대해 깊이 고민하는 리얼리즘 문학을 되살린다는 취지로 출범한 고루살이문학회가 제정한 문학상이다.

## 역대 수상 작품
- 2010년 1회 최용탁 <즐거운 읍내>
- 2011년 2회 김성희 <하해여관>